# 兩個一百年

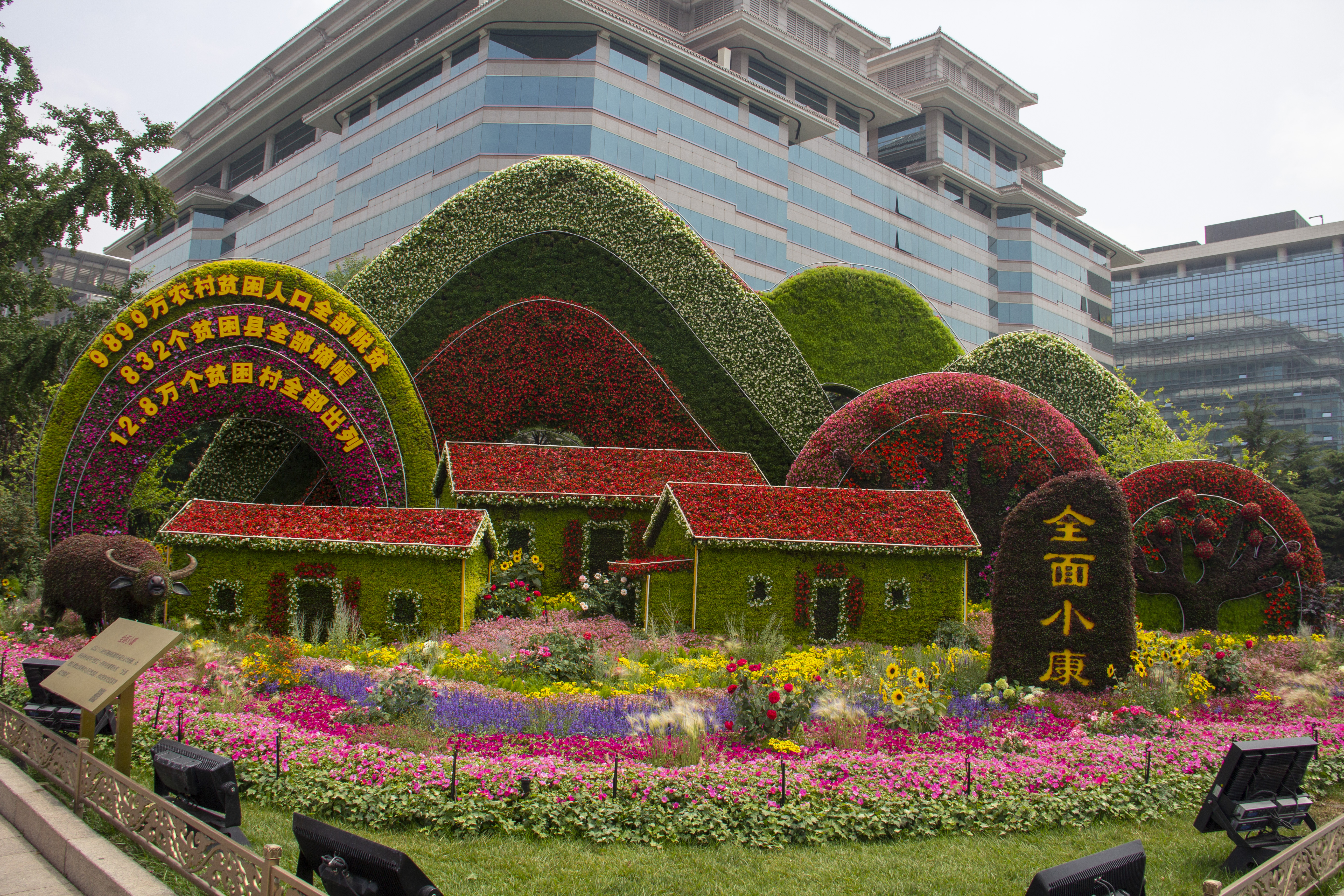
建党百年之际，北京西单立体花坛“全面小康”。

兩個一百年是中国共产党提出的政策目标。根據中共十九大修改的《中國共產黨章程》，“兩個一百年”旨在中國共產黨成立100年之際（即2021年）全面建成小康社會及在中华人民共和国成立100年時（即2049年）全面建成社会主义现代化强国。两个一百年最早由时任中共中央总书记江泽民在中共十五大报告中提出。

## 建黨百年
十一届三中全会后，邓小平提出“全面实现农业、工业、国防和科学技术的现代化，把我们的国家建设成为社会主义的现代化强国”。 邓小平提出“三步走”战略，即1990年实现国民生产总值比1980年翻一番，解决人民的温饱问题；到20世纪末国民生产总值再增长一倍，人民生活达到小康水平；到21世纪中叶人民生活比较富裕，基本实现现代化。
鉴于前两个目标已经实现，1997年9月12日，时任中共中央总书记江泽民在中共十五大报告中提出：
1. 到2010年，实现国民生产总值比2000年翻一番，使人民的小康生活更加宽裕，形成比较完善的社会主义市场经济体制
2. 到2021年，即建党一百年时，使国民经济更加发展，各项制度更加完善
3. 到21世纪中叶，即建国一百年时，基本实现现代化，建成富强民主文明的社会主义国家

2012年11月8日，时任中共中央總書記胡錦濤在中共十八大報告中提出，在2020年，中國將全面建成小康社会，其国内生产总值和城乡居民人均收入比2010年上升一倍。
2017年10月18日，中共中央總書記習近平在中共十九大報告中提出，第二个一百年從2020年開始，中國將成為“富强、民主、文明、和谐、美丽的社会主义现代化国家”。
2021年7月1日，在庆祝中国共产党成立100周年大会上，中共中央总书记习近平宣告，“我们实现了第一个百年奋斗目标，在中华大地上全面建成了小康社会”。 根据中国国家统计局数据，城镇居民人均可支配收入2010年为人民幣19,109元，2020年为人民幣43,834元；农村居民人均可支配收入2010年为人民幣5,919元，2020年为人民幣17,131元。

## 建国百年
2021年7月1日后，四个全面表述的第一条由全面建成小康社会调整为全面建设社会主义现代化国家。2022年中共二十大报告提出，“从现在起，中国共产党的中心任务就是团结带领全国各族人民全面建成社会主义现代化强国、实现第二个百年奋斗目标，以中国式现代化全面推进中华民族伟大复兴。”
习近平提出，全面建成社会主义现代化强国，总的战略安排是分两步走，到2035年基本实现社会主义现代化，到21世纪中叶全面建成社会主义现代化强国。 其中到2035年的目标包括：
1. 经济实力、科技实力、综合国力大幅跃升，人均国内生产总值迈上新的大台阶，达到中等发达国家水平
2. 实现高水平科技自立自强，进入创新型国家前列
3. 建成现代化经济体系，形成新发展格局，基本实现新型工业化、信息化、城镇化、农业现代化
4. 基本实现国家治理体系和治理能力现代化，全过程人民民主制度更加健全，基本建成法治国家、法治政府、法治社会
5. 建成教育强国、科技强国、人才强国、文化强国、体育强国、健康中国，国家文化软实力显著增强
6. 人民生活更加幸福美好，居民人均可支配收入再上新台阶，中等收入群体比重明显提高，基本公共服务实现均等化，农村基本具备现代生活条件，社会保持长期稳定，人的全面发展、全体人民共同富裕取得更为明显的实质性进展
7. 广泛形成绿色生产生活方式，碳排放达峰后稳中有降，生态环境根本好转，美丽中国目标基本实现
8. 国家安全体系和能力全面加强，基本实现国防和军队现代化

## 建军百年
2017年10月，中共十九大提出加快国防和军队现代化，实现富国和强军相统一，确保2027年实现“建军百年奋斗目标”、到2035年基本实现国防和军队现代化、到21世纪中叶全面建成世界一流军队的国防和军队现代化新“三步走”战略。
解放军官方报章《解放军报》形容建军百年目标“要求我军必须加快建设发展步伐，担当新时代使命任务，为实现中华民族伟大复兴提供战略支撑”，五中全会公报未有具体阐述目标的内容。据中国国防部，目标有四：加快军事机械化、信息化、智能化的融合发展；加快现代化军事理论、组织、人员、武器装备，以增强解放军战斗能力；维持军事发展质量高，提高军事系统的效率和使用国防资源效益；利用社会资源，协调经济发展与军事发展。
《南华早报》引述军事人士报道，中国将在2027年之前建造3支航空母舰战斗群，与美国在太平洋地区的军事能力看齐和阻挡外界介入中国大陆与台湾统一。